# جون جاي شيهان
جون جاي شيهان (بالإنجليزية: John J. Sheehan)‏ هو ضابط أمريكي، ولد في 23 أغسطس 1940 في سومرفيل في الولايات المتحدة.